# آندریاس مایر (بازیکن فوتبال، زاده ۱۹۷۲)
آندریاس مایر (انگلیسی: Andreas Mayer؛ زادهٔ ۱۳ سپتامبر ۱۹۷۲) بازیکن فوتبال اهل آلمان است.
از باشگاه‌هایی که در آن بازی کرده‌است می‌توان به باشگاه فوتبال بایرن مونیخ، باشگاه فوتبال سن پائولی، باشگاه فوتبال روزنبورگ، باشگاه فوتبال آبردین، و باشگاه فوتبال بایرن مونیخ ۲ اشاره کرد.